# Jakob Caironi
Jakob Caironi (5 de maio de 1902, data de morte desconhecida) foi um ciclista suíço. Caironi competiu nos Jogos Olímpicos de Verão de 1928 em Amsterdã, onde foi membro da equipe suíça de ciclismo que terminou em sexto lugar no contrarrelógio por equipes. Na estrada contrarrelógio individual, foi o nono colocado.